# 劉大遺
劉大遺（1533年—？），字廷植，福建泉州府晉江縣人，軍籍，明朝政治人物。

## 生平
嘉靖三十七年（1558年）戊午科福建鄉試第四十一名舉人。嘉靖三十八年（1559年）中式己未科會試第九名，二甲第五十四名進士。仕户部郎中，改吏部考功司郎中，隆慶元年（1567年）九月出为浙江按察副使。

## 家族
曾祖劉鴻；祖父劉騰，典史；父劉萬，母童氏。永感下。兄廷賓。